# Stopplaats Ouddeel
Ouddeel (afkorting Odd) is een voormalige stopplaats aan de Nederlandse spoorlijn Harlingen - Nieuwe Schans. De stopplaats lag bij Ouddeel tussen de huidige stations Leeuwarden Camminghaburen en Hurdegaryp. Hoewel het aan de spoorlijn lag stopten er geen treinen. Alleen de tram tussen Leeuwarden en Drachten stopte in Ouddeel, de tram reed tussen Leeuwarden en Feanwâlden over het spoor.